# آروید فاگرل
آروید فاگرل (سوئدی: Arvid Fagrell; ۱۰ اوت ۱۸۸۸ – ۱۰ مهٔ ۱۹۱۹ (۳۰ سال)) بازیکن فوتبال اهل سوئد بود.
از باشگاه‌هایی که در آن بازی کرده‌است می‌توان به باشگاه فوتبال گوتبورگ اشاره کرد.
وی همچنین در تیم ملی فوتبال سوئد بازی کرده‌است.